# Vlag van het Australian Capital Territory

Vlag van het Australian Capital Territory (ratio: 1:2)

De vlag van het Australian Capital Territory is in gebruik sinds 1993. Het linkerkwart van de vlag is blauw met in wit het sterrenbeeld Zuiderkruis. Dit sterrenbeeld staat ook op de vlag van Australië en symboliseert de status van Australisch territorium. De andere drie kwarten van de vlag zijn geel met daarin een aangepaste versie van het wapen van Canberra.
Hoewel het Australian Capital Territory al sinds 1911 bestaat en sinds 1989 zelfbestuur had, duurde het tot 1993 voordat het een eigen vlag kreeg. De vlag die toen werd aangenomen was de winnaar van een ontwerpwedstrijd.

## Gewijzigd ACT Voorstel van de Vlag

Gewijzigd voorstel van Ivo Ostyn

Omdat de ACT vlag voor het eerst in 1993 werd opgeheven, voorstellen tot aanpassing van het ontwerp zich soms voordoen.
Twee opmerkelijke voorstellen werden gecreëerd door de ACT Flag ontwerper, Ivo Ostyn. Deze voorstellen (waarvan er één is afgebeeld) zowel de plaats van de Coat Canberra of Arms, die Ostyn pleit te complex voor een effectieve vlag ontwerp te zijn.
Bovendien heeft Ostyn verklaard dat de gestileerde wapenschild effectief door de ACT Chief Minister was vereist tijdens het ontwerp, en leidde tot een "sub-standaard flag".